# Ciornîi Lis, Zboriv
Ciornîi Lis (în ucraineană Чорний Ліс) este un sat în comuna Panasivka din raionul Zboriv, regiunea Ternopil, Ucraina. Satul este situat în nord-estul regiunii istorice Galiția.

## Demografie
Componența lingvistică a localității Ciornîi Lis
     Ucraineană (98,86%)
     Rusă (1,14%)
Conform recensământului din 2001, majoritatea populației localității Ciornîi Lis era vorbitoare de ucraineană (98,86%), existând în minoritate și vorbitori de rusă (1,14%).